# К'єра Сміт
К'єра Сміт (англ. Kierra Smith, 1 лютого 1994) — канадська плавчиня.
Учасниця Олімпійських Ігор 2016, 2020 років.
Призерка Чемпіонату світу з водних видів спорту 2019 року.
Призерка Ігор Співдружності 2018 року.
Переможниця Панамериканських ігор 2015 року, призерка 2011 року.